# Галерия на новите майстори
Галерията на новите майстори (на немски: Galerie Neue Meister) в Дрезден, заедно с Галерията на старите майстори е част от Държавните художествени сбирки на Дрезден.
В нея има около 2500 картини от XIX и XX в. Постоянно са показани около 300 картини между които картини на Ото Дикс, Едгар Дега, Винсент ван Гог, Клод Моне и Пол Гоген. Първоначално колекцията е част от колекцията на старите майстори, а през 1843 г. започва закупуване на съвременни произведения за новосъздадения отдел за модерно изкуство. През 1931 г. този раздел е преместен в Sekundogenitur на тераса Брюл (Brühlsche Terrasse). В колекцията присъстват произведения на немския романтизъм и реализъм, както и представители на импресионизма. По време на акцията на нацистите за борба с изроденото изкуство са конфискувани 56 картини от галерията и продадени. Между тях са картини на Едвард Мунк, Емил Нолде и Макс Бекман. През 1945 г. 196 броя картини изгарят по време на бомбардировките на Дрезден в камион, натоварен с произведения на изкуството. През 1959 година галерията новите майстори е основана отново и от 1965 година се разполага в Албертинум.

## Шедьоври на галерията
- Каспар Давид Фридрих: Двама души, съзерцаващи луната
- Едуард Мане: La dame en rose, Mme Martin
- Ернст Лудвиг Кирхнер: Railway Underpass in Dresden
- Клод Моне: A Jar Of Peaches
- Густав Климт: Beech Forest I
- Ловис Коринт: Modellpause
- Адриан Лудвиг Рихтер: Bridal Procession in a Spring Landscape
- Каспар Давид Фридрих: – Cairn in Snow